# Concentrische contractie
Concentrische contractie is een type spiersamentrekking of contractie waarin de weerstand kleiner is dan de kracht die door de spier wordt geleverd, zodat de spier korter wordt tijdens de contractie. Concentrische contractie waarbij positieve arbeid wordt verricht, komt bij het versnellen van de beweging van een gewricht voor.
Bij concentrische contractie bewegen de skeletdelen naar elkaar toe. Dit wordt in de biomechanica omschreven als een beweging waarbij het inwendige moment, de spierkracht, groter is dan het uitwendige moment, de last.
Een goed voorbeeld is een elleboogflexie vanuit de anatomische houding. In dit voorbeeld werken de biceps concentrisch over de gehele bewegingsbaan.